# Manetti Bros.
Marco Manetti (Roma, 15 gennaio 1968) e 
  Antonio Manetti (Roma, 16 settembre 1970) sono due fratelli registi, sceneggiatori e produttori cinematografici italiani, noti come i Manetti Bros..
Nel corso della carriera ha ottenuto diversi riconoscimenti come registi, sceneggiatori e produttori, tra cui un David di Donatello, Nastro d'argento e un Globo d'oro.

## Biografia

### 1994-1999: gli inizi
I Manetti Bros. debuttano nella regia dirigendo nel 1994 Consegna a domicilio, episodio del film De Generazione. 
Nel 1997 dirigono un piccolo film prodotto dalla Rai, Torino Boys, che narra le avventure di un gruppo di nigeriani. Il film vince il Premio speciale della giuria al Torino Film Festival e lancia i due fratelli come registi emergenti.
Per il web i due fratelli hanno girato sempre nel 1997 una serie di corti da scaricare, intitolati SCUM - The web series.

### 2000-2004:Zora la vampirae i video musicali
Nel 2000 dirigono Zora la vampira, film interpretato tra gli altri da Carlo Verdone, che però non si rivela un successo di pubblico, incassando poco. In quello stesso anno scrivono il film Il segreto del giaguaro, diretto da Antonello Fassari, che attinge dal cinema di genere anni settanta e interpretato dal rapper Piotta, ma anche questo film si rivela un flop. 
Per la televisione i due fratelli dirigono una serie di cortometraggi per il programma Stracult.
I Manetti Bros. hanno diretto anche più di cento videoclip, per cantanti come Piotta, C.U.B.A. Cabbal, Alex Britti, Mietta, Mariella Nava, Max Pezzali, e per gruppi come i Flaminio Maphia, gli Assalti Frontali, i Misero Spettacolo, i Tiromancino e gli 883.

### 2005-2009:Piano 17e l'inizio deL'ispettore Coliandro
Nel 2005 dirigono un piccolo film thriller, costato 70.000 euro e girato in digitale, ambientato per la maggior parte dentro un ascensore, Piano 17 che riunisce il cast tecnico e artistico della serie televisiva L'ispettore Coliandro.
L'anno successivo esordisce in televisione proprio la serie televisiva nata dalla penna di Carlo Lucarelli che omaggia il cinema di genere. La serie con protagonista il maldestro poliziotto inventato da Lucarelli ed interpretato da Giampaolo Morelli (divenuto con gli anni attore feticcio dei due registi e collaboratore alle sceneggiature dei loro film) viene trasmessa per la prima volta su Raidue nel 2006, due anni dopo essere stata girata.
Sempre il 2006 è l'anno in cui il duo dirige tre episodi della serie antologica Crimini, anch'essa omaggio al cinema di genere.
Negli anni successivi, il duo si dedica alle successive stagioni de L'ispettore Coliandro, in onda nel 2009.

### 2010-2012: la fine deL'ispettore Coliandroe nuove opere per il cinema
Nel 2010 la Rai decide di interrompere la serie L'ispettore Coliandro per problemi di budget. Dopo mesi di proteste da parte dei fan (tra cui anche dei veri poliziotti, i quali hanno aperto una pagina su Facebook per protestare contro il taglio degli episodi), la Rai decise di mandare comunque in onda gli episodi già girati, riducendo la quarta stagione della serie, in pratica, a due soli episodi.
Nel 2011 portano alla Mostra del cinema di Venezia nella sezione Controcampo Italiano il film L'arrivo di Wang premiato al festival Science Plus Fiction di Trieste nel novembre 2011 e selezionato al FrightFest Glasgow 2012. Il film è stato inoltre candidato al premio Méliès d'oro 2012. La Palantir Digital Media, che ha curato gli effetti speciali della pellicola, è stata candidata al Premio David di Donatello 2012 e ha vinto il premio Santa Marinella Film Festival 2012 e il Best Visual Effects al Trani Film Festival 2012. Il film ha vinto inoltre il Premio UK - Italy Creative Industries Award – Best Innovative Budget, un premio collaterale della 68ª Mostra internazionale d'arte cinematografica di Venezia.
Nel 2012 i Manetti si sperimentano nell'amato genere horror con il film indipendente Paura 3D.

### 2014-2015:Song'e Napulee la serie televisivaRex
Nel 2014 esce nelle sale il film Song'e Napule, omaggio ai gialli ed ai polizieschi italiani anni settanta, con protagonisti Alessandro Roja, Giampaolo Morelli e Serena Rossi già presentato al Festival di Roma nel 2013, che riceve il consenso unanime del pubblico e della critica.
Nel 2014 e nel 2015 vanno in onda rispettivamente la settima e l'ottava stagione di Rex, dirette dai due fratelli.

### 2015-2018: il ritorno deL'ispettore Coliandroe il riconoscimento perAmmore e malavita
Nel corso degli anni di interruzione di Coliandro, i fan della serie hanno continuato con varie iniziative la loro protesta per far sì che la Rai rimettesse in produzione L'ispettore Coliandro (compreso un massiccio mailbombing verso i vertici dell'azienda). Inframezzata dal tentativo, da parte dei Manetti Bros. e di Morelli – i quali hanno sempre sostenuto attivamente le iniziative della fanbase –, di far approdare Coliandro al cinema coinvolgendo direttamente i fan nella scrittura di un soggetto, nel 2015 la serie viene ufficialmente rimessa in produzione con la realizzazione di una quinta stagione, in onda all'inizio del 2016. Successivamente agli ottimi ascolti di quest'ultima stagione, la serie viene nuovamente rinnovata per una sesta stagione.
Successivamente i due fratelli fondano la propria casa di produzione cinematografica indipendente, la Mompracem S.r.l., con cui curano la produzione, in collaborazione con Rai Cinema, del film In un giorno la fine, diretto dall'esordiente Daniele Misischia, con protagonista Alessandro Roja.
Il loro film Ammore e malavita, una commedia musicale su Napoli, con un cast che comprende Giampaolo Morelli, Serena Rossi, Claudia Gerini e Carlo Buccirosso, viene presentato in concorso alla 74ª edizione del Festival di Venezia, ottenendo un buon riscontro a livello di critica e vari premi collaterali, tra cui quello Pasinetti per il miglior film. Sempre con Ammore e malavita ottengono il premio David di Donatello 2018 come miglior film.

## Vita privata
I fratelli Manetti sono entrambi sposati e genitori. Sono tifosi dei Cincinnati Bengals.

## Filmografia

### Registi

#### Cinema
- De Generazione (1994) - episodio Consegna a domicilio
- Zora la vampira (2000)
- Piano 17 (2005)
- Cavie (2009)
- L'arrivo di Wang (2011)
- Paura (2012)
- Song'e Napule (2013)
- Ammore e malavita (2017)
- Diabolik (2021)
- Diabolik - Ginko all'attacco! (2022)
- Diabolik - Chi sei? (2023)
- U.S. Palmese (2025)

#### Televisione
- Torino Boys – film TV (1997)
- L'ispettore Coliandro – serie TV (2006-2021)
- Crimini – serie TV, episodi 1x03-1x05-1x06 (2006)
- Rex – serie TV, settima e ottava stagione (2014-2015)

#### Videoclip
1992
- Mietta - Gente comune

1993
- Sergio Cammariere - Cambiamenti del mondo

1994
- Cinaski - Bersaglio
- Mietta - Cambia pelle, Fuori da te / È di nuovo gennaio, Eccitazione
- Tiromancino - Mare di guai
- Trombe di Falloppio - Duna bianca

1997
- Flaminio Maphia - Rastafestagangsta

1998
- Alex Britti - Solo una volta (o tutta la vita), Gelido
- David - Già piove
- Flaminio Maphia - Balla e dalla
- Gemelli DiVersi - Una così
- Sergio Cammariere - Tempo perduto

1999
- Alex Britti - Mi piaci
- Allegra - Puoi fidarti di me
- Assalti Frontali - Banditi, Notte d'acqua, Zero tolleranza
- Cor Veleno - Dove puoi respirare
- DJ Enzo - Hh 360° (feat. Doppia K e Joyce)
- Flaminio Maphia - La gabbia
- Il Bagatto - Bella Lilli (feat. Julie P)
- Joe Cassano - Dio lodato per sta chance
- La Comitiva - Nottetempo (feat. Ice One, Frankie hi-nrg mc, Malaisa ed Elisa)
- Mariella Nava - Così è la vita, Come mi vuoi (Reprise)
- Piotta - Supercafone, Dimmi qual è il nome (feat. Turi)
- Ragazzi Italiani - Ti sto cercando

2000
- Alex Britti - La vasca
- Jovanotti - Stella cometa [seconda versione]
- Piotta - Il mondo della gente, La mossa del giaguaro (feat. Jenny B)
- Profondo Rosso - Tabula rasa
- Tiromancino - Strade (feat. Riccardo Sinigallia)

2001
- 883 - Bella vera, La lunga estate caldissima, Come deve andare, Uno in più
- C.U.B.A. Cabbal - Il piatto piange
- Gigi D'Alessio - Il cammino dell'età, Mon amour [versione italiana], Mi vida
- Indelebile Inchiostro - Tante storie

2002
- 883 - Ci sono anch'io
- Magilla Gorilla - Supersantos
- Mariella Nava - Scrivilo negli occhi (feat. Simone Patrizi)
- Matteo Bassi - Telecomando
- Piotta - La grande onda
- Syria - Se tu non sei con me, Mi consumi

2003
- Flaminio Maphia - Ragazze acidelle, Er traffico
- Nino D'Angelo - 'A storia 'e nisciuno

2004
- Flaminio Maphia - Supercar, Che idea!
- Max Pezzali - Il mondo insieme a te[28]
- Ray Daytona and Googoobombos - Slim, Horny & Tanned[29]

2005
- Flaminio Maphia - Federica
- Max Pezzali - Fai come ti pare[28], Me la caverò[28]

2006
- Flaminio Maphia - La mia banda suona il rap[28] (feat. Max Pezzali), Voglio il motorino

2009
- G-Max - Più di prima
- Misero Spettacolo - La maculata di Laura

2010
- Misero Spettacolo - La druda e il soldato

2011
- Max Pezzali - Il mio secondo tempo, Credi

2012
- Bidiel - Sono un errore

2013
- Death SS - Ogre's Lullaby
- Ivan Granatino - Ti cerco

2014
- Giampaolo Morelli - Song'e Napule
- Lollo Love - Cuoricina

2015
- Ciccio Merolla - 'O Bongo (Co-diretto col regista Claudio D'Avascio)

2016
- Marasma - Il cielo capovolto

2017
- Max Pezzali - Duri da battere (feat. Nek e Francesco Renga)

2020
- Assalti Frontali - Porta per volare[30]

2022
- Manuel Agnelli - La profondità degli abissi[31]
- Diodato - Se mi vuoi

### Sceneggiatori
- Il segreto del giaguaro, regia di Antonello Fassari (2000)
- Zora la vampira (2000)
- Piano 17 (2005)
- L'arrivo di Wang (2011)
- Paura (2012)
- Song'e Napule (2013)
- Ammore e malavita (2017)
- Diabolik (2021)
- Il mostro della cripta, regia di Daniele Misischia (2021)
- Diabolik - Ginko all'attacco! (2022)
- Diabolik - Chi sei? (2023)

### Produttori
- Il bosco fuori, regia di Gabriele Albanesi (2006)
- Ubaldo Terzani Horror Show, regia di Gabriele Albanesi (2010)
- Circuito chiuso, regia di Giorgio Amato (2012)
- The End? L'inferno fuori, regia di Daniele Misischia (2017)
- Tutte le mie notti, regia di Manfredi Lucibello (2018)
- Diabolik (2021)
- Il mostro della cripta, regia di Daniele Misischia (2021)
- Io e Spotty, regia di Cosimo Gomez (2022)
- Diabolik - Ginko all'attacco! (2022)
- Diabolik - Chi sei? (2023)

## Riconoscimenti
- David di Donatello
  - 2018 – Miglior film per Ammore e malavita
  - 2018 – Candidatura al miglior regista per Ammore e malavita
  - 2018 – Candidatura alla miglior sceneggiatura originale per Ammore e malavita
  - 2018 – Candidatura al miglior produttore per Ammore e malavita
  - 2022 – Candidatura alla migliore sceneggiatura non originale per Diabolik

- Nastro d'argento
  - 2014 – Migliore commedia per Song'e Napule

- Ciak d'oro
  - 2018 – Miglior regista per Ammore e malavita[32]
- Globo d'oro
  - 2025 – Miglior commedia per U.S. Palmese[33]